# Ганна Гілтон
Га́нна Гі́лтон (англ. Hanna Hilton; нар. 31 жовтня 1984, Бруквіль, Індіана, США) — колишня американська порноакторка.

## Кар'єра
Народилася в містечку Бруквіль штату Індіана. У школі була в групі підтримки, одночасно працюючи в закусочній «Dairy Queen». Модельну кар'єру розпочала в рекламі спідньої білизни. Пізніше її фотографії знайшов в інтернеті один із порноагентів і привіз її до Лос-Анджелесу.
Її перша фотосесія відбулась в грудні 2006 року для порножурналу «Penthouse», де вона стала дівчиною місяця. Пізніше, з дозволу свого бойфренда Джека Венайса (порноактор, засуджений на довічне ув'язнення за зґвалтування), розпочала зйомки в порнофільмах. Їі перша сцена була в квітні 2008 року для компанії Brazzers. У травні цього ж року підписала контракт з порностудією Vivid Entertainment, в якому обумовлювалось, що її партнером буде лише її бойфренд Джек Венайс. Дебютувала у порнофільмі «Meggan & Hanna Love Manuel».
28 вересня 2009 року сайт LukeFord.com повідомив, що Гілтон покинула порноіндустрію.
Крім порнофільмів, Ганна Гілтон виконала камео в фільмі «Сурогати».

## Нагороди
- 2006 Twistys Treat of the Month — Міс Листопад[4]
- 2006 Penthouse Pet of the Month — Грудень
- 2007 Hustler Honey — Січень
- 2008 Booble Girl of the Month — Липень[5]